# Археи
Археите (Archaea) са биологична империя едноклетъчни микроорганизми, в клетките на които липсва клетъчно ядро или други мембранно-разграничени органели. В съвременната класификация на организмите Архея се разглеждат като самостоятелна империя или като подцарство наред с Бактериите и Еукариотите . В миналото са били класифицирани като група от надцарството на бактериите, поради което се наричат и архебактерии. Археите приличат на бактериите по това, че са едноклетъчни и нямат обособено клетъчно ядро. За разлика от бактериите обаче археите имат различно филогенетично развитие и специфичен метаболизъм. Името архебактерии все още се използва като синоним, но препоръките са за постепенното му заместване с архея.
Архея се подразделят на четири добре разграничени царства, но не се изключват и други допълнителни царства като например Nanoarchaeota, обособено въз основа на един-единствен представител, открит през 2002 година. Най-добре проучени са групите на Crenarchaeota и Euryarchaeota. Класифицирането на архея е сравнително трудно, тъй като повечето представители не са култивирани в лабораторни условия, а са единствено определяни въз основа на генетичния си материал при секвениране на проби от съответни местообитания.
Обикновено, археите и бактериите са доста сходни по размери и форма, но могат да се посочат и известни изключения, като например археите Haloquadra walsbyi клетките на която са плоски и квадратни. Въпреки нагледното сходство с бактериите, археите притежават гени и няколко биохимични пътища, които ги приближават по-скоро до еукариотите. Като примери за това могат да се посочат ензимите на транскрипцията и транслацията. Друга особеност на археите, която ги прави уникални е наличието на етерни липиди в клетъчната им мембрана. Археите могат да използват значително по-разностранни източници на енергия в сравнение с еукариотите, вариращи от органични съединения като захари до използването на амоняк, метални йони или дори газообразен водород. Археите са размножават безполово чрез делене на две, фрагментация или чрез пъпкуване. За разлика от бактериите и еукариотите при археите не са известни видове, формиращи спори.
Първоначално археите са възприемани като екстремофили, които живеят в сурова околна среда – например геотермални извори или солени езера, но по-късно се установява, че архебактерии могат да бъдат открити в доста широк кръг местообитания като почви, океани и блатисти местности. Археите са изключително многобройни в океаните, като архебактериите в планктона се считат за една от най-големите групи организми на планетата. Археите се възприемат като важна част от живота на Земята и се счита, че играят огромна роля във въглеродния и азотния цикъл. Не са известни патогенни видове архебактерии или паразити, но има видове стъпващи в мутуалистични или коменсалистични отношения. Пример за това е метаногенните археи, обитаващи червата на човека и преживните животни, които са относително многобройни и помагат за храносмилането. Археите имат известно значение за технологията и производството, предимно тези произвеждащи различни видове висококалорични газове като страничен продукт от метаболизма си. Също така енстремалните термо- и халофили са важен източник на ензими за биотехнологията и молекулярната биология.

## Класификация

### Ново царство
През началото и средата на 20 век, прокариотите са разглеждани като една група и се класифицирани въз основа на биохимичните и морфологичните си особености. Типичен показател е формата на клетката, състава на клетъчната стена, както и субстратите които консумират . През 1965 година се оформя нов метод за изграждане на класификация , основаващ се на секвенции на отделни гени и близостта и връзката на тези секвенции при отделните видове. Този метод, известен като филогенетичен анализ, е широко използван и през 21 век.
Археите се класифицират като отделна група прокариоти през 1977 година от Карл Воус и Джордж Фокс, въз основа на филогенетичен анализ на секвенции от рибозомна РНК (рРНК) . По този начин, първоначално се обособяват две отделни подцарства – това на архебактериите (Archaebacteria) и на еубактериите (Eubacteria). Още тогава Карл Воус отбелязва, че архебактериите представляват фундаментално различна форма на живот. За да се подсилят разликите тези две подцарства те се наименуват археи (Archaea) и бактерии (Bacteria), а към 1990 година се обособяват и като отделни царства . Думата архея произлиза от древногръцки (ἀρχαῖος) и означава „древно нещо“.
Първоначално, само метаногенните археи се поставят в новото царство, като преобладаващата концепция за археите е като екстремофилни организми, обитаващи геотермални извори и солени езера. В края на 20 век, микробиолозите започват да натрупват доказателства за археи от разнообразни местообитания, част от които от сравнително нормални места като почва и водите на океаните . Преоценяването на важността и значимостта на археите, става възможно и като резултат от използването на нови молекулярно биологични методи като например полимеразна верижна реакция. По този начин става възможно откриването на археи от проби от различни почви и водоеми, единствено благодарение на наличието на генетичен материал . Секвенционните методи дават значително преимущество, поради факта, че лабораторното култивиране на археи в голяма част от случаите е изключително трудно .

### Съвременна класификация
Класификацията на археите, а и на прокариотите като цяло, е динамична и обект на множество дискусии. Съвременната класификация си поставя за цел организирането на археите в групи от видове, които споделят сходни структурни характеристики и общи предшественици . Сравнително важен показател е филогенетичното родство въз основа на секвенции на рибозомни РНК, за определяне на сходството между видовете . Повечето археи, които могат да се култивират и проучват са предимно представители на подцарствата (типовете) Euryarchaeota и Crenarchaeota. Някои групи са обособени въз основа, но нови данни, като например Nanoarchaeota, която съдържа един-единствен представител Nanoarchaeum equitans, открит през 2002 година . Относително малко проучено е подцарството Korarchaeota, съдържащо малка група от необикновени термофилни видове, притежаващи свои специфични характеристики, но и такива близки до Crenarchaeota . Други новооткрити видове са едва далечно родствени на проучените археи, а и са сред най-малките познати организми на планетата.
Класифицирането на археите в отделни видове е също предмет на дискусия. В биологията вид е група от сходни организми, като важен критерий за дефинирането на вид е т.нар. репродуктивен критерий – организмите от един вид са способни да се размножават помежду си, но са репродуктивно изолирани от близки групи организми . Прилагането на подобен критерий при археите, а и при останалите прокариоти, е невъзможно, поради факта, че те се размножават безполово, а се наблюдава и междувидов обмен на генетична информация (т.нар. хоризонтален трансфер). Допълнително усложняване внасят данни за съществуването на археи, клетките на които се групират в асоциации и много рядко или никога не обменят генетичен материал с други видове клетки , което ги обособява в нещо като отделен вид. При други археи (Halorubrum) се наблюдава много сериозен генетичен обмен дори и между посочените клетъчни асоциации и други видове . Подобни противоречиви данни усложняват класифицирането на клетъчните асоциации като отделни видове .
Съвременните представи за многообразието на археите са непълни и общия брой видове не може да бъде определен с голяма точност . Дори общия брой таксони на ниво тип, варира между 18 и 23, от които едва 8 типа са проучени въз основа на типови култури. Много от познатите видове са известни единствено от единични рибозомни РНК, намерени в определени местообитания . Проблемът за изучаването на организми, които не могат да се култивират в лабораторни условия, освен за археите е актуален и при останалите прокариоти .

## Произход и еволюция
Въпреки че предполагаеми фосили от прокариотни клетки са датирани от преди около 3,5 милиарда години, повечето прокариоти нямат отличителна форма, поради което не може да се твърди със сигурност дали фосилните материали са на бактерии или археи . Вместо това, химически останки под формата на уникални за археите липиди са значително по-информативни, тъй като не се срещат при други организми. Съществуват публикации, които дискутират липидни останки в глинести шисти, като доказателство за археи или еукариоти, датирани отпреди 2,7 милиарда години , но по-късно същите данни се оспорват и преразглеждат . Подобни липиди са открити в скали, датирани от Прекамбрий. Най-ранните останки от изопреноидни липиди са от западна Гренландия, включени в седименти формирани преди 3,8 милиарда години, които са сред едни от най-старите на Земята . Произходът на археите е от древни времена, като клонът на археите може би е сред първите еволюционни разклонения на Земята .
Карл Воус посочва бактериите, археите и еукариотите като отделни еволюционни линии, дивергирали много рано в еволюцията . Съществуват и биолози, които считат, че археите и еукариотите произлизат от бактериите . Възможно е, общия предшественик на бактериите и археите да е термофил, което би означавало, че студените температури са екстремални и нетипични за археите, а организмите приспособени за живот в студени местообитания може би са произлезли по-късно в еволюцията . Тъй като археите и бактериите не са по-близки по между си, отколкото всеки по отделно до еукариотите, това може да се използва като аргумент за отпадането на термина прокариот, като лишен от еволюционен смисъл .
Близостта между археите и еукариотите остава важен за изучаване проблем. Освен няколкото близки характеристики в устройството и функциите на клетката, много филогенетични анализи приближават двете групи. Някои от по-ранните изследвания, показват, че еукариотите и археите от подцарство Euryarchaeota, са по-близки отколкото двете археини подцарства Euryarchaeota и Crenarchaeota . Счита, че еукариотите произлизат от археите, много рано в еволюцията . Откриването на археини гени при някои бактерии, като например при Thermotoga maritima, прави доста трудно определянето на подобни обобщения, тъй като явно междувидовата обмяна на генетична информация също играе важна роля при видообразуването . Има и хипотези за формирането на еукариотите при сливане на бактерия и археи, които могат да се потвърдят от редица генетични сходства, но срещат трудности при обяснението на клетъчната структура като цяло .

## Морфология
Клетките на отделните представители на археите варират между 0,1 и 15 μm в диаметър, като са с разнообразна форма – по-често сферична, пръчковидна, спираловидна или плоска . Срещат се и други клетъчни морфологии, като например при представителите на Crenarchaeota, където има неправилни наделени клетки (Sulfolobus), игловидни клетки (Thermofilum), и почти идеално правоъгълни пръчици при Thermoproteus и Pyrobaculum . Съществуват и видове, клетките на които са плоски, квадратни, както например при Haloquadra walsbyi, обитаваща силносолени водоеми . По-необикновените клетъчни морфологии се поддържат от клетъчните стени и от вътреклетъчния скелет. Протеини, подобни на еукариотните цитоскелетни белтъци, се откриват и при археите , които формират и филаменти , но за разлика от еукариотните аналози, тези структури са слабо проучени . Липсата на клетъчни стени при Thermoplasma и Ferroplasma, придава на клетките неправилна форма, подобно на амеба .
Някои представители на архея, формират агрегати или филаменти с дължина от около 200 μm , като тези организми са в основата на съобществата от микроорганизми, формиращи биофилми . Необикновен пример за това е Thermococcus coalescens, чиито агрегати от клетки се сливат и формират единична гигантска клетка . Друг пример за многоклетъчна колония или асоциация, се открива при археи от рода Pyrodictium. При тях, клетъчната повърхност е осеяна с дълги и кухи тръбици, посредством които клетките се обединяват в храстовидна асоциация . Функцията на тези прикрепителни приспособления не е известна, но се предполага, че това е начин за обмяна на хранителни вещества и сигнали . Колонии могат да се образуват между асоциации на отделни видове. Пример за това е формация описана в Германия през 2001 година, в която колони на нов тип археи под формата на филаменти с дължина до 15 cm, са в асоциация с определени видове бактерии .

## Клетъчна структура
Археите са подобни на бактериите по своята обща клетъчна структура, но състава и организацията на клетката са достатъчно различни. Подобно на останалите прокариоти, археите нямат мембранно разграничени клетъчни органели , клетъчните им мембрани са отделени от околната среда чрез клетъчни стени, а за придвижването си най-често използват едно или повече камшичета . По отношение на общата си структура, археите са близки до грам-положителните бактерии, като повечето имат единична цитоплазмена мембрана и клетъчна среда между които липсва периплазматично пространство. Изключение от това правило правят археите от род Ignicoccus, които имат голяма периплазматична празнина изпълнена с мембранно-разграничени везикули .

### Клетъчна мембрана
Клетъчната мембрана при археите е изградена от молекули, което не се срещат при други форми на живот – доказателство за разграничеността им от бактериите и еукариотите . При всички организми клетъчната мембрана се изгражда от фосфолипиди, притежаващи полярна част (глава), разтворима във вода и неполярна част (опашка), която не се разтваря във вода. Във вода фосфолипидите асоциират, като главите на отделните молекули сочат към водната среда, а неполярните опашки избягват контакт със средата. В живите клетки, фосфолипидите са организирани в слоеве, като клетъчната мембрана е именно структурата от фосфолипиди под формата на двоен слой – двоен фосфолипиден слой.
Фосфолипидите в мембраните на археите, притежават четири основни различия. Първо, бактериалните и еукариотните фосфолипиди са глицерол-естерни, докато при археите те са глицерол-етерни . Разликата, между тези два вида фосфолипиди е връзката между дългите неполярни странични вериги и глицерола, както е показано на картинката вдясно – при естерните липиди тя е естерна, докато при етерните – етерна. Етерните връзки са химически много по-стабилни от естерните, което е една от причините за възможността на някои археи да оцеляват при екстремни условия . Бактериите и еукариотите, също притежават етерни липиди, но за разлика от археите, те не са част от клетъчната им мембрана.
Втората основна разлика е, че за разлика от останалите организми, при археите глицеролът е в различна стереохимична конфигурация. Глицероловите групи могат да съществуват в две енантиомерни форми, които са огледални копия едно на друго. Поради стероспецификата, за биосинтезата на фосфолипиди при археите се използват коренно различни ензими от тези при другите организми и понеже необходимостта от тези ензими възниква много рано в еволюцията, това е още един аргумент за ранното отделяне на археите от бактериите и еукариотите .
На трето място, опашката на фосфолипидите при археите се различава от тази при останалите организми. Мембранните липиди при археите са основани на странични изопренови вериги, които са дълги, с множество странични разклонения, а понякога имат дори и циклопропанови и циклохексанови пръстени . При клетъчните мембрани на останалите организми, страничните вериги са изградени от мастни киселини, с прави вериги, без разклонения или пръстени. Въпреки че изопреноидите играят съществена роля в метаболизма на редица организми, единствено археите ги използват за биосинтеза на фосфолипиди. Тези разклонени вериги, може би помагат на археите да запазят целостта на клетъчната си мембрана при екстремно високи температури .
Друго съществено различие, е че при някои археи, двойният фосфолипиден слой е заменен с единичен монослой. За постигане на това, просто молекулите на фосфолипидите притежават две полярни глави . Например клетъчните мембрани на Ferroplasma са от такъв тип, което помага за оцеляването на организмите при силно киселинните условия, в които нормално се срещат .

### Клетъчна стена и камшичета
Повечето археи притежават клетъчна стена, като изключение са родовете Thermoplasma и Ferroplasma . Строежът на клетъчната стена е най-често от белтъци, които образуват т.нар. S-слой  – твърда обвивка от протеинови молекули, плътно покриваща клетката . Този слой придава химическа и физическа стабилност, като едновременно с това представлява бариера за различни фактори от околната среда . За разлика от бактериите, клетъчната стена на археите не притежава пептидогликан . Изключение е псевдопептидогликана, при представителите от род Methanobacteriales, но полимерът е изграден на различен принцип и не притежава D-аминокиселини или N-ацетилмураминова киселина .
Археите, подобно на бактериите, се придвижват най-често с флагелуми (камшичета). Флагелумите представляват дълги пръчковидни структури, в основата на които има кръговратен молекулярен моторен механизъм. Енергията за движение се добива от наличния електрохимичен градиент от двете повърхности на клетъчната мембрана. Камшичетата на археите обаче, се отличават по своя строеж и формиране .